# Ungleichung von Schweitzer
Die Ungleichung von Schweitzer (englisch Schweitzer’s inequality) ist ein Ungleichung des mathematischen Gebiets der Analysis und in gewisser Weise komplementär zur Ungleichung von Cauchy-Schwarz. Sie geht auf eine Arbeit eines Pál Schweitzer aus dem Jahre 1914 zurück, an die in der Folge eine Anzahl von weiterführenden Untersuchungen anschloss, welche weitere Ungleichungen gleichen Typs lieferten. Eng verwandt mit dieser Ungleichung ist nicht zuletzt die von dem sowjetischen Mathematikers Leonid Witaljewitsch Kantorowitsch im Jahre 1948 vorgelegte Kantorowitsch-Ungleichung. Mit der schweitzerschen Ungleichung gewinnt man unter anderem gewisse obere Abschätzungen für die arithmetischen Mittelwerte von endlich vielen positiven Zahlen.

## Formulierung
Die Ungleichung besagt folgendes:
Gegeben seien ein reelles Intervall {\displaystyle [m,M]\subset \mathbb {R} ^{>0}} zu zwei positiven Zahlen  {\displaystyle m\leq M} und weiter eine natürliche Zahl {\displaystyle N>0} sowie {\displaystyle N} positive Zahlen {\displaystyle a_{1},\ldots ,a_{N}\in [m,M]}.
Dann gilt:
{\displaystyle \left({\frac {1}{N}}\sum _{k=1}^{N}{a_{k}}\right)\cdot \left({\frac {1}{N}}\sum _{k=1}^{N}{\frac {1}{a_{k}}}\right)\leq {\frac {(m+M)^{2}}{4mM}}}  .
Sind weiter ein beliebiges reelles Intervall {\displaystyle [a,b]\subseteq \mathbb {R} } sowie eine reelle Funktion {\displaystyle f\colon [a,b]\to [m,M]} gegeben und sind {\displaystyle f} und ebenso die zugehörige reelle Funktion {\displaystyle x\mapsto {\frac {1}{f(x)}}} integrierbar, so gilt die Integralungleichung
{\displaystyle \left({\frac {1}{b-a}}\int _{a}^{b}{f(x)}\,dx\right)\cdot \left({\frac {1}{b-a}}\int _{a}^{b}{\frac {1}{f(x)}}\,dx\right)\leq {\frac {(m+M)^{2}}{4mM}}}  .

## Verallgemeinerung
Im Band I ihres zweibändigen Lehrbuchs Aufgaben und Lehrsätze aus der Analysis präsentieren Georg Pólya und  Gábor Szegö eine weitgehende Verallgemeinerung der schweitzerschen Ungleichung:
Gegeben seien zwei reelle Intervalle {\displaystyle [m_{1},M_{1}],[m_{2},M_{2}]\subset \mathbb {R} ^{>0}} zu vier positiven Zahlen  {\displaystyle m_{1}\leq M_{1},m_{2}\leq M_{2}} und weiter eine natürliche Zahl {\displaystyle N>0} sowie {\displaystyle 2N} positive Zahlen {\displaystyle a_{1},\ldots ,a_{N}\in [m_{1},M_{1}]} und {\displaystyle b_{1},\ldots ,b_{N}\in [m_{2},M_{2}]}.
Dann gilt:
{\displaystyle 1\leq {\frac {\left(\sum _{k=1}^{N}{{a_{k}}^{2}}\right)\cdot \left(\sum _{k=1}^{N}{{b_{k}}^{2}}\right)}{\left(\sum _{k=1}^{N}{a_{k}b_{k}}\right)^{2}}}\leq \left({\frac {{\sqrt {\frac {M_{1}M_{2}}{m_{1}m_{2}}}}+{\sqrt {\frac {m_{1}m_{2}}{M_{1}M_{2}}}}}{2}}\right)^{2}}  .
Sind weiter ein beliebiges reelles Intervall {\displaystyle [a,b]\subseteq \mathbb {R} } sowie zwei integrierbare reelle Funktionen {\displaystyle f_{1}\colon [a,b]\to [m_{1},M_{1}]} und {\displaystyle f_{2}\colon [a,b]\to [m_{2},M_{2}]} gegeben, so ist
{\displaystyle 1\leq {\frac {\left(\int _{a}^{b}{[f_{1}(x)]^{2}\,dx}\right)\cdot \left(\int _{a}^{b}{[f_{2}(x)]^{2}\,dx}\right)}{\left(\int _{a}^{b}{f_{1}(x)f_{2}(x)\,dx}\right)^{2}}}\leq \left({\frac {{\sqrt {\frac {M_{1}M_{2}}{m_{1}m_{2}}}}+{\sqrt {\frac {m_{1}m_{2}}{M_{1}M_{2}}}}}{2}}\right)^{2}}  .

### Anmerkung
Manche Autoren bezeichnen die Ungleichung von Schweitzer, die oben genannte Ungleichung von Pólya-Szegö und auch weitere Ungleichungen ähnlichen Typs als zur Cauchy-Schwarz-Ungleichung komplementäre Ungleichungen (englisch complementary inequalities).